# Penafiel (Freguesia)
Penafiel ist eine Gemeinde (Freguesia) im Norden Portugals.
Penafiel gehört zum gleichnamigen Kreis Penafiel im Distrikt Porto, besitzt eine Fläche von 5,7 km² und hat 8740 Einwohner (Stand 30. Juni 2011).